# Пригоди ведмедиків Ґаммі

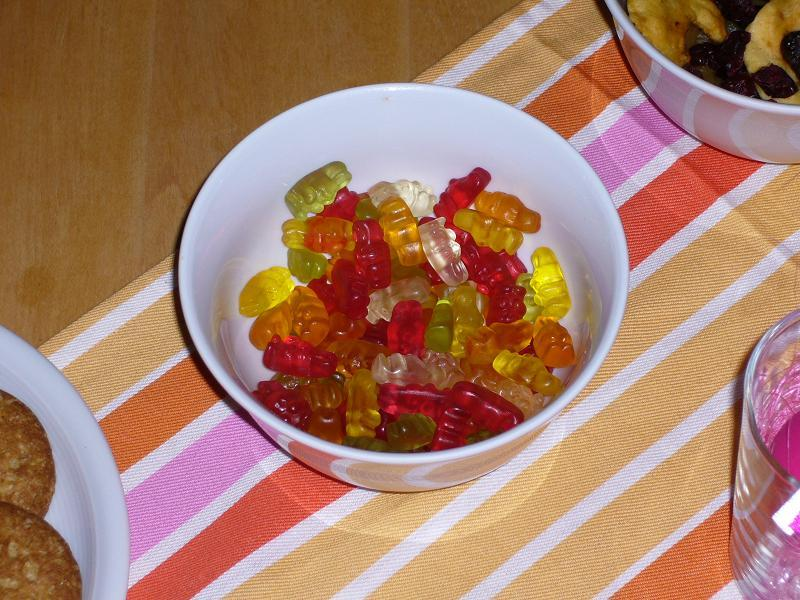
Ідея створення мультфільму виникла під враженням від популярного жувального мармеладу Gummy bears

«Пригоди ведмедиків Ґаммі» (англ. Disney’s Adventures of the Gummi Bears) — американський анімаційний серіал, перший мультсеріал студії Walt Disney Television Animation, знятий у 1985-1991 роках.
Мультсеріал оповідає про пригоди казкових ведмедиків Гаммі, які таємно від людей живуть у лісі неподалік від королівства Данвін, охороняючи від інших його жителів свої секрети і традиції. В англомовних країнах улюблені дітьми солодощі у формі ведмедів з мармеладу називають «Гаммі». Мультсеріал створений студією Disney і транслювався в США та інших країнах. Мультсеріал складається з 65 серій. Прем'єра відбулася на американському каналі NBC 14 вересня 1985 року.
Авторами вступної музичної теми «Bouncing here and there and everywhere» (з англ. — «Стрибаючі тут і там і всюди») є Майкл і Петті Сілвершер.

## Сюжет
У часи, про які складено легенди й міфи, ведмеді Гаммі були дуже скромними, але розумними й освіченими істотами, які жили пліч-о-пліч з людьми й активно брали участь в їх повсякденному житті. Цей час тривав недовго — людська заздрість і жадібність зробили свою справу — люди стали обманювати ведмедів Гаммі, щоб роздобути їх великі секрети. Взаємна недовіра між Гаммі й людьми наростала, допоки в один день Гаммі не пішли в інші землі, забравши всі свої секрети й таємниці з собою.
Гаммі з мультсеріалу знають про цей час дуже мало, переважно з міфів і оповідань. Люди ж зовсім не вірять в це, вважаючи ведмедів Гаммі всього лише казками для дітей. Але, завдяки допомозі звичайного хлопчика Кевіна й принцеси королівства Данвін, Калли, Гаммі зрозуміли своє справжнє призначення.
Оскільки чисельність Гаммі значно зменшилася, то значна частина Долини Гаммі так і залишається невивченими. У багатьох серіях Гаммі здійснюють дивовижні відкриття у себе ж удома.
Багато з секретів, які відкривають Гаммі, знаходяться у Великій Книзі Гаммі, яка займає почесне місце на п'єдесталі в бібліотеці Долини Гаммі. Ця книга — плід вікових робіт істориків, філософів і чарівників Гаммі. Ця об'ємна книга містить в собі традиції Гаммі, їх історію, секрети по використанню магії.
Чарівна Книга Гаммі величезна, вся списана маленькими буквами й важка для прочитання. Більшу частину свого часу Чаклун проводить в бібліотеці, працюючи з Книгою, намагаючись зрозуміти заклинання, їх призначення, намагаючись переписати їх у більш-менш пристойний вигляд. Багато сторінок незаповнені, порожні — тому Чаклун частенько записує свої спостереження в Книгу для нащадків Гаммі Глен.
Секрет Гаммі-соку — один з головних елементів культури Гаммі. Він як і раніше використовується Гаммі для церемоніальних призначень — він дає їм силу й енергію. Також він дозволяє Гаммі стрибати дуже високо і дуже швидко. Вони без проблем можуть перестрибнути через високі дерева, стіни, гори. Однак дія соку дуже швидко закінчується.
Люди, випивши Гаммі-сік, не можуть стрибати. Зате на дуже короткий проміжок часу (близько хвилини) їм даються надздібності. Багаторазове використання соку не дає бажаного ефекту — сік допомагає людині стати сильним знову тільки через 24 години. Якщо ж випити соку занадто багато, то це буде дуже плачевно — людині буде дуже погано. Тому Кевін і Калла (дві особи, яким Гаммі довіряють настільки, що дозволяють їм користуватися соком) повинні бути розбірливими, коли варто, а коли не варто пити сік.
Герцог Ігторна постійно намагається добути рецепт соку, який допоможе йому та його армії гоблінів захопити Данвін. Нещасний лакей Ігторна — маленький гоблін Підлиза — завжди виявляється дегустатором нового рецепта соку, що перетворює його то в гобліна з рожевою шерстю, то в ракету тощо.

## Місцевість
Данвін є як замком, так і королівством, в якому живуть друзі Гаммі. Довгий час це королівство було просто раєм, землею контрастів — зі своїми горами, річками, озерами. Річки та озера зливаються з океаном, північні ліси ж ведуть в невідомі землі.
Долина Гаммі, перебуваючи далеко від Урсаліі, древньої столиці Великих Гаммі, була історичним і культурним центром ведмедів Гаммі. Замок Данвін і саме місто сповнені потайних ходів, завдяки яким Гаммі можуть без проблем опинитися в потрібну хвилину в потрібному місці.
Під керівництвом Грегора замок перетворився на центр торгівлі, в який з'їжджаються багато торговців з інших земель. Тому замок повний прекрасних творів мистецтва, екзотичної їжі, золота. Король Грегор і його відважні лицарі роблять все можливе, щоб підтримувати порядок в королівстві, але пишність Данвіна змушує заздрісників нападати все знову і знову.
Король Грегор, який в молодості був легендарним героєм, намагається звільнити Данвін від усього злого. Незважаючи на його дипломатію й військові навички, тих, хто атакує замок, стає все більше й більше. Особливо настирливими стали мешканці замку Дрекмор — злісні гобліни під проводом злого герцога Ігторна.
Дрекмор є сусіднім замком, що знаходиться на сході від Данвіна. Цей замок населений гоблінами, якими керує герцог Ігторна. Саме вони є головною загрозою для замку Данвін.

## Герої

### Ведмеді Гаммі

Гаммі зліва направо: Бабуся, Малюк, Буркотун, Товстун, Сонечко, Чаклун

Густо Гаммі (Gusto Gummi)

Чаклун Гаммі (Zummi Gummi) — в поселенні головний хранитель мудрості Гаммі. Найчутливіший з Гаммі, його скромність не дозволяє йому висловлювати свої думки відкрито. Дуже сильно нервує й метушиться, коли хтось щось вимагає від нього. Сильно переживаючи (наприклад, від страху висоти), він починає говорити каламбуром. Коли зустрічається з якоюсь проблемою, одне з рішень — заглянути у Велику Книгу Гаммі — збірник історії, традицій, знань, чарівництва Гаммі. Через те, що Книга надто велика для невеликого Чаклуна, перед кожною подорожжю він наповнює свої кишені та капелюх листочками з заклинаннями. Маг з нього досить посередній, а до появи у нього Амулета Гаммі його магічні пошуки носили чисто теоретичний характер. Часто співпрацює з Буркотуном, розбираючись в маго-механічній спадщині предків.
У запалі битв він, швидше за все, скаже не те заклинання. Навіть якщо йому і вдасться знайти потрібне диво, швидше за все, він не зможе прочитати свій же почерк — в результаті магічний прийом буде виконано неправильно.
Він єдиний з Гаммі, хто детально вивчає Велику Книгу, тому його знання просто безцінні. Дуже багато часу проводить в Долині Гаммі, а саме в бібліотеці. Саме Чаклун дав зрозуміти своїм друзям, що вони повинні повернутися на світло, щоб таємно допомагати людям.
Буркотун Гаммі (Gruffi Gummi) — авторитетний ведмідь з поганим характером, але добрим серцем. Як можна зрозуміти з його імені — він дуже любить побурчати й висловлювати власне незадоволення. Дуже консервативний, він живе за принципом «Нам не потрібно нічого нового, коли у нас є гарне старе». Є тіньовим лідером Ведмедів Гаммі, завжди готовий врятувати того, хто потрапив в пригоду. Він справжній майстер з ремонту й поліпшення різного начиння.
Зустрівшись віч-на-віч з монстром або армією гоблінів, Буркун залишиться спокійним. Буркун недолюблює все нове і вважає, що його пропозиції завжди найвірніші й правильні, так як завдяки їм вони зберігають свої традиції. Великий любитель подискутувати з бабусею Гаммі, яка більш емоційна в порівнянні з Буркотуном.
Незважаючи на характер, під грубою зовнішністю ховається ведмідь з дуже чутливим і ніжним серцем.
Бабуся Гаммі (Grammi Gummi) — матріарх клану Гаммі, вона готує, прибирає і робить чарівний еліксир Гаммі. Попри своє покликання домогосподарки, бабуся цілком може постояти за себе. Хранитель секрету приготування соку Гаммі. Всі її рішення йдуть від серця, попередньо пройшовши аналіз в голові. Кухня — це її святиня, а її майстерність приготування залежить від багатьох факторів — бабуся може приготувати чудову вечерю, а може і приготувати баланду, яка на смак нагадує гуму. Не сприймає жодної критики щодо своєї кухні.
Бабуся любить сперечатися з Буркотуном, показуючи всім іншим Гаммі, хто в домі господар.
У Бабусі добре серце — вона любить всіх, особливо Малюка, якого завжди пригощає своїм новим печивом та іншими солодощами. Так само бабуся вчить Сонечко, як правильно готувати Сік Гаммі, адже поки що вона єдина з Гаммі, хто знає його рецепт. Саме тому вона часто стає ціллю для Герцога Ігторна, який бажає заволодіти рецептом соку Гаммі.
Товстун Гаммі (Tummi Gummi) — Гаммі, що страждає постійним голодом і готовий з'їсти те, від чого відмовляються інші. Він, коли інші Гаммі щось серйозно обговорюють, він зазвичай відразу не заглиблюється, в результаті виставляючи себе на посміховисько. Він дуже терплячий, можна сказати, навіть занадто, в цій якості ніхто інший з Гаммі з ним не може зрівнятися. З огляду на свої розміри (він найвищий та найтовстіший), Товстун найсильніший з Гаммі.
У Товстуна золоте серце — якщо хтось засмучений, Товстун підтримає і втішить того навіть під час напруженої битви. Також Товстун дуже великий мрійник — він може годинами дивитися на політ птахів, поки його хто-небудь не відверне від цього споглядання. Декілька разів він знаходив машини давніх Гаммі, викликаючи безліч великих подій.
Сонечко Гаммі (Sunni Gummi) — «символічний підліток» з тих, хто часто виступає проти клану, але зрештою отримує з цього урок. Вона дуже емоційна й хоче, щоб її все сприймали, як дорослого Гаммі. Дуже багато залежить від її настрою. Її найкраща подруга — принцеса Калла. Сонечко дуже любить королівське життя зі своїм етикетом, модою, музикою.
Малюк Гаммі (Cubbi Gummi) — наймолодший з Гаммі, з винятковою уявою. Дуже рухливий, любитель пригод.
Малюк зацікавлений у давній історії Гаммі. Найтовариськіший зі всіх Гаммі, більше від інших контактує з людьми. Замок Данвін, як магніт привертає його — адже в ньому стільки всього можна зробити.
Його найбільша мрія — стати справжнім безстрашним лицарем, справжнім героєм. А в другому сезоні принцеса Калла посвятила його в таємні захисники Данвіна. Тому він став ночами переодягатися в супергероя Малинового Месника, щоб виконувати свої обов'язки. Про цей секрет знає лише Товстун, якому одного разу довелося стати напарником Малюка. Але цей герой з'являється тільки під покровом ночі й пересувається з неймовірною швидкістю завдяки соку Гаммі, тому ніхто і не може припустити, що Малиновий Месник — Ведмідь Гаммі. В 4-ій серії 4-го сезону Незабутній лицар зустрічає привида сера Гелента — одного з лицарів Гаммі, який просить допомогти йому знищити Годинник судного дня (зброя, здатна знищити світ), кажучи, що поки вони не будуть знищені, його душа не заспокоїться. Наприкінці серії Малюк отримує від нього медальйон. Інші Гаммі йому не вірять, Буркун запитує у Малюка, де він взяв медальйон, але Малюк каже, що він йому не повірить.
Густо Гаммі (Gusto Gummi) — творча й незалежна натура серед Гаммі. Буркотун і Товстун знайшли його на занедбаному острові посеред океану. Він не оселився разом з усіма ведмедями Гаммі, а живе відлюдником, постійно працює над якимось шедевром — будь то нова скульптура або картина. Серед Гаммі він втілює непередбачуваність і незалежність. У Густо є хороший друг — тукан на ім'я Арті Деко (Arte Deco) — найкращий критик самих Гаммі.
Густо — любитель втілити нову ідею в життя або ж переробити що-небудь старе в абсолютно шалене нове. Густо допомагає Гаммі бачити їх недоліки та працювати над ними. У нього дуже багато спільного з Малюком і Сонечком — він такий же безтурботний, як і вони. Буркотун постійно незадоволений Густо через його безвідповідальність, але в глибині душі він радий, що в їх компанії з'явилася така творча натура зі свіжими ідеями.

### Другорядні
Жителі королівства Данвін
- Кевін (англ. Cavin) — 12-річний хлопчик з двору короля Грегора з добрим і відважним характером, друг ведмедів Гаммі. Він мріє стати лицарем, тому вже з малих років є дуже відповідальним і чесним хлопцем.

Будучи дитиною, Кевін обожнював казки про Ведмедів Гаммі, які йому розповідав його дідусь. Не дивлячись на запевнення інших про те, що Гаммі не існує, продовжував вірити в їх існування. Якраз Кевін і був першим, хто познайомився з Гаммі з Долини Гаммі і дав їм усвідомити своє призначення.
Кевін захоплюється королем Грегором і мріє про те, що коли-небудь стане його правою рукою-лицарем. Кевін розумний і швидкий, що допомагає йому впоратися з багатьма, більш сильними, противниками.
- Калла (англ. Princess Calla) — 12-річна дівчинка і єдина дочка короля Грегора, подруга ведмедів Гаммі. Якщо відбувається щось незвичайне, то вона обов'язково хоче побачити це. Каллу дуже злить те, що вона є фактично в'язнем замку, через те, що вона - королівська особа зі своїми обов'язками. Калла прекрасно володіє луком і навіть анонімно виграє конкурс на посаду власного охоронця. Кевін дружить з Каллою. Вони ще занадто молоді для романтичних відносин. Спочатку король-батько, Грегор, вважав, що їй потрібен захист, і тому влаштував лицарський турнір - конкурс на право заняття посади особистого охоронця Калли. Але Калла сама взяла в ньому участь і виграла. Так король зрозумів, що їй захисник не потрібен.

Калла і Кевін єдині люди, хто знають, де живуть Гаммі. Найкраща подруга і напарник Калли - це Сонечко Гаммі, з якою вона любить проводити час разом.

### Негативні
Мешканці замку Дрекмор
- Герцог Ігторн — головний антагоніст серіалу, хитрий і підступний диктатор замку Дрекмор. За допомогою своїх орд гоблінів він намагається захопити замок Данвін. Він розлючений на весь світ, бо колись був лицарем замку Данвін, але його позбавили звання і вигнали з королівства через мерзенні діяння. Ігторн може здатися психопатом, але він далеко не такий: герцог дуже підступний і розумний, більш того, він сильніше іменитих лицарів Данвіна. Закоханий в злу чаклунку, ще одного ворога ведмедиків Гаммі - чаклунку Леді Бейн, але вона не відповідає йому взаємністю. Любить гарні чоботи та інше взуття, каже Підлизі, що хоче зробити з нього чоботи.

Він не раз погрожував знищити Данвін, але до практичної реалізації це не доходило, тому що йому хочеться, щоб хоч щось залишилося від замку для царювання. Один зі способів, як він може заволодіти замком, - це рецепт соку з Гаммі-ягід. Ігторн не знає, де знаходиться вхід в Долину Гаммі, тому його гобліни знаходяться в постійних пошуках потайного входу в будинок до Гаммі.
Має брата на ім'я Віктор, який є повною його протилежністю, але він знає, що він молодший. Також виявляється, що ім'я герцога Зигмунд, що означає Ігторн — це прізвище.
Підлиза (Toadie) - умовно-негативний персонаж, «права рука» Ігторна.
Герцог Ігторн використовує цього гобліна з промовистою назвою як меблі - то як табуретку, щоб сісти, то як стільчик, на який можна елегантно поставити свою ногу. Незважаючи на те, що Підлиза - гоблін, він нітрохи не схожий на інших - він не вище ведмедя Гаммі.
У Підлизи є кузен на ім'я Пуголовок, який недолюблює Герцога за керівництво.
Підлиза розривається серед двох світів - він не зовсім гоблін, бо вміє писати, читати, але він і не людина, тому Ігторн жорстоко знущається з нього - Підлиза живе десь поміж тіні герцога й керуючи гоблінами.
Примітно, що Підлиза часто виражається про себе в третій особі.

### Інші вороги Гаммі

#### Жителі Урсалії (позитивні персонажі)
Пізніше в серії «Gummi-Glen» Ведмеді знаходять Місто Великих Гаммі з Урсаліі, в якому, здавалося б, нікого не було. Попри зовнішню порожнечу міста, там жило плем'я Барбікена, що є також плем'ям гаммі. Вони переїхали в Місто Великих Гаммі після того, як їхній будинок був зруйнований людьми.
- Сер Торнберрі (озвучує Walker Edmiston) - старий ведмідь-гаммі, лицар. Він був наглядачем Урсаліі протягом 50 років. Сер Торнберрі - хоробрий, доблесний воїн, однак в той же час трохи забудькуватий і незграбний.
- Урса (озвучує Pat Music) - жінка, вождь племені Барбікена. Вона веде в Урсаліі пошуки "Надзброї", яке може дозволити Барбікену знищити людство. Урса ворожа стосовно людей, але Кевін переконав її, після того, як він, Буркун і сер Торнберрі врятували її в серії «Bearhood».
- Грітті (озвучує Peter Kallen) - лейтенант Урси, відомий як жорстокий воїн-Барбікена. Він дуже сподобався Малюкові, тому був змушений контролювати свою ворожість стосовно людей.
- Бадді (озвучує Dana Hill) - підліток, член племені Барбікена. Він більш м'який, ніж інша частина племені, також він володіє творчими здібностями, чудово грає на флейті.

## Будинок Гаммі
Будинок Гаммі знаходиться під землею. Сам будинок являє собою велику двоповерхову галерею або залу, і три кімнати, які виходять з неї. За дверима однієї з них починається коридор з дев'ятьма кімнатами. А відразу за бібліотекою Чаклуна починається старий коридор Стародавніх Гаммі і шість кімнат. Багато поколінь Гаммі змінилося, але будинок стоїть. Хоча в ньому часто щось ламається, доставляючи цим клопоти Гаммі.

### Головна Зала
Головна кімната являє собою велику світлу залу, поділену на дві частини великою синьою оксамитовою завісою. У першій і найбільшій частині зали, по центру, стоїть великий стіл. Стіни прикрашають Герби Гаммі й різні родові портрети. У почесному кутку стоять Обладунки Лицаря Гаммі. А в протилежному кутку стоїть велика бронзова арфа. Нагорі днем кімнату освітлює Великий Купол, наповнений водою. В іншій частині знаходиться камін Гаммі, а навколо нього стоять затишні крісла й лавочки. Зимовими вечорами вони часто збираються разом біля каміна, розповідають різні історії один одному, а іноді співають пісні.

## Список серій

### Сезон 1 (1985)
| Номер серії | Назва                                                                            | Порядковий номер епізоду в сезоні | Дата виходу       |
| s1e01 (01)  | A New Beginning — Як це починалося (Новий початок)                               | 1                                 | 14 вересня 1985   |
| s1e02a (02) | The Sinister Sculptor — Скульптор-лиходій (Підступний скульптор)                 | 2                                 | 21 вересня 1985   |
| s1e02b (02) | Zummi Makes It Hot — Чаклун дає жару (Чаклун - володар вогню)                    | 3                                 | 21 вересня 1985   |
| s1e03a (03) | Someday My Prints Will Come — Слід дракона (Одного разу він прийде)              | 4                                 | 28 вересня 1985   |
| s1e03b (03) | Can I Keep Him — Я хотів залишити його собі (Можна, я його залишу?)              | 5                                 | 28 вересня 1985   |
| s1e04 (04)  | A Gummi In A Gilded Cage — Гаммі в позолоченій клітці                            | 6                                 | 6 жовтня 1985     |
| s1e05a (05) | The Oracle — Віщун                                                               | 7                                 | 12 жовтня 1985    |
| s1e05b (05) | When You Wish Upon A Stone — Велетень і чарівний камінь (Гігант і камінь бажань) | 8                                 | 12 жовтня 1985    |
| s1e06 (06)  | A Gummi By Any Other Name — Гаммі або хтось інший                                | 9                                 | 26 жовтня 1985    |
| s1e07a (07) | Loopy, Go Home — Хитрун, додому! (Біжи додому, Пустуне!)                         | 10                                | 2 листопада 1985  |
| s1e07b (07) | A Hunting We Will Go — Ми йдемо на полювання (Полювання буде вдалим)             | 11                                | 2 листопада 1985  |
| s1e08a (08) | The Fence Sitter — Ненажерлива птиця (Нерішучий)                                 | 12                                | 9 листопада 1985  |
| s1e08b (08) | Night Of The Gargoyle — Страшна ніч (Ніч гаргулії)                               | 13                                | 9 листопада 1985  |
| s1e09 (09)  | The Secret Of The Juice — Секрет соку Гаммі                                      | 14                                | November 23, 1985 |
| s1e10a (10) | Sweet And Sour Gruffi — Добрий і злий Буркотун (Кисло - солодкий Буркотун)       | 15                                | 30 листопада 1985 |
| s1e10b (10) | Duel Of The Wizards — Поєдинок чарівників (Дуель чаклунів)                       | 16                                | 30 листопада 1985 |
| s1e11a (11) | What You See Is Me — Це я, ти мене бачиш? (Те, що ти бачиш - це я)               | 17                                | 7 грудня 1985     |
| s1e11b (11) | Toadie’s Wild Ride — Неймовірна пригода Підлизи (Скажена поїздка Підлизи)        | 18                                | 7 грудня 1985     |
| s1e12a (12) | Bubble Trouble — Як бульбашка потрапила в біду (Проблеми з бульбашками           | 19                                | 14 грудня 1985    |
| s1e12b (12) | Gummi in a Strange Land — У чужій стороні (Гаммі в дивній країні)                | 20                                | 14 грудня 1985    |
| s1e13 (13)  | Light Makes Right — Чудовий Гамміскоп (Промінь все виправив)                     | 21                                | 21 грудня 1985    |

### Сезон 2 (1986)
| Номер серії | Назва                                                                               | Порядковий номер епізоду в сезоні | Дата виходу       |
| s2e01 (14)  | Up, Up, And Away — Хочу стати лицарем (Вгору, вгору й геть)                         | 1                                 | 13 вересня 1986   |
| s2e02a (15) | Faster Than A Speeding Tummi — Швидкий Товстун (Швидше, ніж Товстун, який поспішає) | 2                                 | 20 вересня 1986   |
| s2e02b (15) | For A Few Sovereigns More — За жменю монет (На декілька соверенів більше)           | 3                                 | 20 вересня 1986   |
| s2e03a (16) | Over The River And Through The Trolls — За річкою у тролів                          | 4                                 | 27 вересня 1986   |
| s2e03b (16) | You Snooze, You Lose — Не спи - замерзнеш (чхнеш - програв)                         | 5                                 | 27 вересня 1986   |
| s2e04 (17)  | The Crimson Avenger — Малиновий месник (Месник в малиновому)                        | 6                                 | 18 жовтня 1986    |
| s2e05a (18) | A Hard Dazed Knight — Лицарські забави (Забави лицарів)                             | 7                                 | 18 жовтня 1986    |
| s2e05b (18) | Do Unto Ogres — Як стати великим (Стався до гоблінів так)                           | 8                                 | 25 жовтня 1986    |
| s2e06 (19)  | For Whom The Spell Holds — Нелегка робота Чаклуна                                   | 9                                 | 25 жовтня 1986    |
| s2e07a (20) | Little Bears Lost — Як знайти злодюжку (Ведмежа втрата)                             | 10                                | 15 листопада 1986 |
| s2e07b (20) | Guess Who’s Gumming To Dinner — У Гаммі свято (Вгадай, хто прийде на вечерю)        | 11                                | 15 листопада 1986 |
| s2e08 (21)  | My Gummi Lies Over The Ocean — За морями, за горами                                 | 12                                | December 6, 1986  |

### Сезон 3 (1987)
| Номер серії | Назва                                                                                  | Порядковий номер епізоду в сезоні | Дата виходу       |
| s3e01a (22) | Too Many Cooks — Занадто багато цукерок (занадто багато кухарів)                       | 1                                 | 12 вересня 1987   |
| s3e01b (22) | Just A Tad Smarter — Хто розумніший                                                    | 2                                 | 12 вересня 1987   |
| s3e02a (23) | If I Were You — Загадкові перетворення (На твоєму місці)                               | 3                                 | 19 вересня 1987   |
| s3e02b (23) | Eye Of The Beholder — Чаклунські чари (Око спостерігача)                               | 4                                 | 19 вересня 1987   |
| s3e03a (24) | Presto Gummo — Товстун-фокусник (Престо Гаммо)                                         | 5                                 | 26 вересня 1987   |
| s3e03b (24) | A Tree Grows In Dunwyn — Чудове дерево (Дерево Данвіна)                                | 6                                 | 26 вересня 1987   |
| s3e04 (25)  | Day Of Beevilweevils — Подорож в зубастий ліс (День жуків і дерев)                     | 7                                 | 3 жовтня 1987     |
| s3e05a (26) | Water Way To Go — Густо і русалка (По водній гладі)                                    | 8                                 | 10 жовтня 1987    |
| s3e05b (26) | Close Encounters Of A Gummi Kind — Механічний ведмежа (Близькі контакти з родом Гаммі) | 9                                 | 24 жовтня 1987    |
| s3e06a (27) | Snows Your Old Man — Витівки крижаної бороди (Сніг і старий)                           | 10                                | 31 жовтня 1987    |
| s3e06b (27) | Boggling The Bears — Неспокійні гості                                                  | 11                                | 17 листопада 1987 |
| s3e07 (28)  | The Knight’s Of Gummidoon — Лицарі ордена «Гаммадун» (Лицарі замку «Гаммадун»)         | 12                                | 5 грудня 1987     |
| s3e08a (29) | Mirthy Me — Веселун (Весели мене)                                                      | 13                                | 12 грудня 1987    |
| s3e08b (29) | Gummi Dearest — Мій рідний ведмедик (Мій дорогий Гаммі)                                | 14                                | 19 грудня 1987    |

### Сезон 4 (1988)
| Номер серії | Назва                                                                                            | Порядковий номер епізоду в сезоні | Дата виходу       |
| s4e01 (30)  | The Magnificent Seven Gummies — Чудова сімка                                                     | 1                                 | 10 вересня 1988   |
| s4e02a (31) | Music Hath Charms — Чарівна музика (Зачаровуюча музика)                                          | 2                                 | 17 вересня 1988   |
| s4e02b (31) | Dress For Success — Вдалий костюм (Щасливий наряд)                                               | 3                                 | 17 вересня 1988   |
| s4e03a (32) | A Knight To Remember — Незабутній лицар                                                          | 4                                 | 24 вересня 1988   |
| s4e03b (32) | Gummi’s Just Want To Have Fun — І ведмеді хочуть повеселитися (Гаммі просто хочуть повеселитися) | 5                                 | 24 вересня 1988   |
| s4e04a (33) | There’s No Place Like Home — В гостях добре, а вдома краще (Краще дому нічого немає)             | 6                                 | 8 жовтня 1988     |
| s4e04b (33) | Color Me Gummi — Гаммі-художник (Намалюй мене, Гаммі)                                            | 7                                 | 1 жовтня 1988     |
| s4e05 (34)  | He Who Laugh’s Last — Хто сміється останнім                                                      | 8                                 | 15 жовтня 1988    |
| s4e06a (35) | Tummi’s Last Stand — Товстун бореться до останнього                                              | 9                                 | 29 жовтня 1988    |
| s4e06b (35) | The Crimson Avenger Strikes Again — Невтомний малиновий месник (І знову малиновий месник)        | 10                                | 5 листопада 1988  |
| s4e07a (36) | Ogre Baby Boom — Крошка-гоблін (Бебі-бум у гоблінів)                                             | 11                                | 12 листопада 1988 |
| s4e07b (36) | The White Knight — Білий лицар                                                                   | 12                                | 19 листопад 1988  |
| s4e08a (37) | Good Neighbor Gummi — Добрий сусід Гаммі                                                         | 13                                | 3 грудня 1988     |
| s4e08b (37) | Girl’s Knight Out — Дівчина-лицар (Дівчата-лицарі)                                               | 14                                | 3 грудня 1988     |
| s4e09 (38)  | Top Gum — Великий обман                                                                          | 15                                | 10 грудня 1988    |
| s4e10 (39)  | Gummi’s At Sea — Гаммі в море (Гаммі на море)                                                    | 16                                | 17 грудня 1988    |

### Сезон 5 (1989—1990)
| Номер серії | Назва | Порядковий номер епізоду в сезоні | Дата виходу       |
| s5e01a (40) | A Gummi A Day Keeps The Doctor Away — Якщо хочеш бути здоровим (Гаммі в день - і лікар не потрібен зовсім) | 1                                 | 16 вересня 1989   |
| s5e01b (40) | Let Sleeping Giants Lie — Не будіть сплячих гігантів                                                       | 2                                 | 16 вересня 1989   |
| s5e02 (41)  | The Road To Ursalia — Подорож в Урсалію (Дорога в Урсалію)                                                 | 3                                 | 9 вересня 1989    |
| s5e03a (42) | Bridge On The River Gummi — Міст через річку Гаммі                                                         | 4                                 | 30 вересня 1989   |
| s5e03b (42) | Life Of The Party — Душа суспільства                                                                       | 5                                 | 23 вересня 1989   |
| s5e04a (43) | My Kingdom For A Pie — Віддам царство за пиріг (Королівство за пиріг)                                      | 6                                 | 7 жовтня 1989     |
| s5e04b (43) | The World According To Gusto — Світ очима Густо (Світ за правилами Густо)                                  | 7                                 | 21 жовтня 1989    |
| s5e05 (44)  | Ogre For A Day — Кевін у ролі гобліна (Гоблін на годину)                                                   | 8                                 | 4 листопада 1989  |
| s5e06a (45) | Princess Problems — Проблеми двох принцес (Проблеми принцеси)                                              | 9                                 | 18 листопада 1989 |
| s5e06b (45) | A Gummi Is A Gummi’s Best Friend — Найкращий друг Гаммі - це Гаммі (кращий друг для Гаммі - це Гаммі)      | 10                                | 11 листопада 1989 |
| s5e07 (46)  | Beg, Burrow And Steal — Історія з землерийною машиною (Просити, рити нору і красти)                        | 11                                | 16 грудня 1989    |
| s5e08 (47)  | Return To Ursalia — Повернення в Урсалію                                                                   | 12                                | 6 січня 1990      |

### Сезон 6 (1990—1991)
| Номер серії | Назва                                                                                       | Порядковий номер епізоду в сезоні | Дата виходу       |
| s6e01 (48)  | Tuxford’s Turnaround — Вертушка Таксфорда                                                   | 1                                 | 18 вересня 1990   |
| s6e02 (49)  | Thornberry To The Rescue — Торнберри поспішає на допомогу (Торнберри приходить на допомогу) | 2                                 | 19 жовтня 1990    |
| s6e03 (50)  | Toadie The Conqueror — Підлиза-завойовник                                                   | 3                                 | 19 вересня 1990   |
| s6e04 (51)  | A Gummi’s Work Is Never Done — Роботу Гаммі не переробити                                   | 4                                 | 10 вересня 1990   |
| s6e05a (52) | Zummi In Slumberland — Чаклун у країні сновидінь                                            | 5                                 | 25 вересня 1990   |
| s6e05b (52) | A Recipe For Trouble — Новий кулінарний рецепт (Рецепт неприємностей)                       | 6                                 | 6 листопада 1990  |
| s6e06 (53)  | Patchwork Gummi — Клаптева ковдра Гаммі                                                     | 7                                 | 26 вересня 1990   |
| s6e07 (54)  | Queen of The Carpies — Королева гарпій                                                      | 8                                 | 15 листопада 1990 |
| s6e08 (55)  | Rocking Chair Bear — Старече крісло для ведмедика                                           | 9                                 | 18 лютого 1991    |
| s6e09 (56)  | Once More The Crimson Avenger — І знову малиновий месник                                    | 10                                | 5 листопада 1990  |
| s6e10a (57) | Friar Tum — Брат Товстун                                                                    | 11                                | 12 вересня 1990   |
| s6e10b (57) | Never Give A Gummi An Even Break — Ніколи не давай Гаммі розслабитися                       | 12                                | 9 грудня 1989     |
| s6e11 (58)  | True Gritty — Грітті - сміливець                                                            | 13                                | 19 листопада 1990 |
| s6e12 (59)  | Trading Faces — Помінятися особами                                                          | 14                                | 19 лютого 1991    |
| s6e13 (60)  | Tummi Trouble — Біда Товстуна                                                               | 15                                | 14 лютого 1991    |
| s6e14 (61)  | Wings Over Dunwyn — Крила над Данвіном                                                      | 16                                | 21 лютого 1991    |
| s6e15 (62)  | May The Best Princess Win — Нехай переможе найкраща з принцес                               | 17                                | 20 лютого 1991    |
| s6e16 (63)  | The Rite Stuff — Обряд                                                                      | 18                                | 22 лютого 1991    |
| s6e17 (64)  | King Igthorn (1) — Король Ігторн (частина 1)                                                | 19                                | 27 листопада 1990 |
| s6e18 (65)  | King Igthorn (2) — Король Ігторн (частина 2)                                                | 20                                | 28 листопада 1990 |